# ジミトリー・マザレウスキ
ジミトリー・ジミトリエヴィチ・マザレウスキ（ベラルーシ語: Дзмітрый Дзмітрыевiч Мазалеўскі、ロシア語: Дмитрий Дмитриевич Мозолевский、1985年4月30日 - ）は、ベラルーシの元サッカー選手。元ベラルーシ代表。現役時代のポジションはFW。

## クラブ歴
FCディナモ・ブレストの下部組織出身でトップチームに2003年に昇格。2012年にFC BATEボリソフに移籍したが、2013年9月に大怪我を負って2年近くの離脱を余儀なくされ2015年夏に復帰した。
2016年10月に香港流浪足球会に加入したが香港の環境に適応できずに数日で契約を解除、出場機会もなかった。その後古巣のディナモ・ブレストに復帰。2017年にFKアトランタスに移籍。

## タイトル
ディナモ・ブレスト
- ベラルーシ・カップ: 2006-07, 2016-17, 2017-18

BATEボリソフ
- ベラルーシ・プレミアリーグ: 2012, 2013, 2015, 2016
- ベラルーシ・カップ: 2013, 2016